# Marcello Vandelli
Marcello Vandelli (San Felice sul Panaro, 28 agosto 1958) è un pittore italiano.

## Biografia

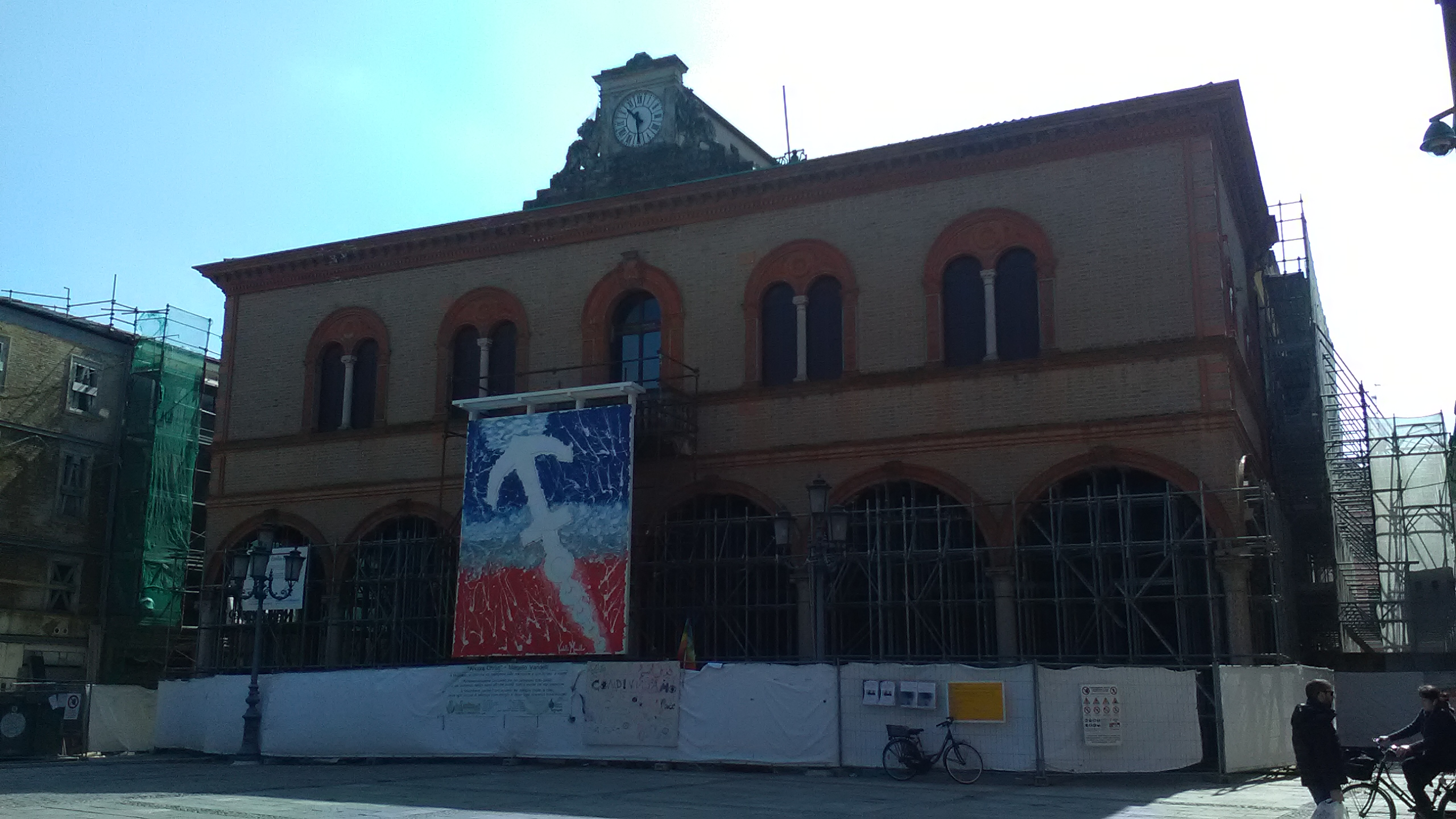
Palazzo comunale - Mirandola Ancora Christi - 2016

Marcello Vandelli nasce il 28 Agosto 1958 a San Felice sul Panaro in provincia di Modena.
Consegue la maturità tecnica presso l'ITI Galileo Galilei di Mirandola, ma ciò che cerca e ciò che sente lo conduce ad un vissuto personale, intenso e ricco di esperienze, avventure, ed imprevisti in giro per il mondo. La sua capacità creativa e quella artistica in particolare era ancora celata nella sua persona, e non ne aveva ancora una piena consapevolezza.
Vandelli, dopo il suo ritorno nell'emiliana terra natia, a 42 anni riesce infine a rivelare la sua natura intimamente artistica, e così con l'inizio del nuovo millennio (2000), con rapido e spontaneo percorso, presenta la sua prima opera d'arte pittorica ufficiale: é l'inizio di una carriera artistica molto produttiva, intensa, ininterrotta, ed altamente riconosciuta, nonché spesso premiata, dalla più vasta critica ufficiale.

## Pittura
Vandelli delinea ognuna delle sue opere artistiche all'insegna dell'onirico e del simbolico astratto in un'alternanza tra il sogno infantile e la maturità adulta e spesso maledetta.
Nessuno dei suoi lavori ritrae soggetti con un volto, poiché è l'indeterminazione del soggetto, già stilizzato e dai cromatici contorni umani in pose comuni, che si eleva dall'astrattismo a soggetto onirico. nel turbine inestricabile tra apparenza ed essenza.
L’arte di Marcello Vandelli è la realizzazione dei suoi lampi pittorici visionari, dei suoi frammenti di un inconscio dalle radici antiche che si traducono in alchimie di forme e di colori, con intuizioni che appartengono all’invisibile filigrana dell’anima di un artista talentuoso. Le sue illuminazioni sono fulminee, sono rivelazioni approdate istantaneamente sul supporto su cui dipingere ciò che costituisce una sorta di anticamera ispirativa per approdare ad un’esecuzione che progredisce segno dopo segno, campitura dopo campitura. I suoi tratti sono caratterizzazioni su cui è possibile individuare più schemi, dove gli elementi basilari sono rappresentati dalla convivenza equilibrata tra rabbia ed allegria, tra istinto sessuale e candore infantile, tra sogno e realtà, nell'idea della vita che scorre dal bambino all'adulto in viaggio verso la sua senilità.
Nulla è lasciato al caso, e il maestro attraverso la sua produzione pittorica, riscrive il solito alfabeto pittorico arricchendolo di simboli ed elementi segnatici, di indizi e di input interpretativi che possano stimolare una reazione esterna, che possano sottolineare il punto di rottura con la tradizione pittorica precedente per dare e fare spazio all’innovazione.»
(Paolo Levi)
Vandelli si caratterizza per una pittura fortemente influenzata dalla Pop Art italiana che utilizza secondo le necessità contenutistiche, il linguaggio immediato di ambito realista, simbolista, con il valore aggiunto dell’informale, strutturato nel formato, sempre identico, e secondo una codifica cromatica che tuttavia lascia pur sempre libero l'artista al suo onirismo ed ai suoi moti intimi.
Lo sa bene l’artista Marcello Vandelli, che a Roma a Palazzo Velli dal 27 Febbraio presentò L’Apparenza e l’Essenza, personale a cura di ArtNow media con testo critico di Angelo Lorenzo Crespi e forte di ben 40 opere di grande formato che rappresentano un po’ una retrospettiva – rigorosamente in vita! Una vita vissuta, quella di Vandelli, intimamente connessa al rapporto arte/vita degli scrittori e degli artisti dell’età romantica, ma attualizzato al nostro secolo.
C’è molto Schifano e c’è la Scuola Pop romana, in questo percorso espositivo dove incappiamo in una lunga teoria ricorsiva di silhouette ora colme di nero impenetrabile come un’ombra, ora affogate in un bianco fantasmatico, talaltra pregne di colore uniforme, quasi sussistenti su sfondi fluttuanti alla Chagall.
Vandelli artista visionario? Certamente, ma più che al fauvismo padano di un Ligabue (Vandelli è nato a Modena), pensiamo al figurativismo fantastico di quell’Osvaldo Licini con le sue “Amalassunte”, figurazioni dai densi richiami onirici e misteriosi. E allora, “che un vento di follia totale [lo] sollevi”, il nostro Marcello Vandelli…»
(Emanuele Beluffi)
(Luca Beatrice)

### L'Elemento numerologico
L'elemento numerologico che si evidenzia essere ricorrentemente nelle sue opere è il 3, il tre come riferimento artistico, assunto con l'accento volto non solo alla mera geometria triangolare al più esoterica, ma quasi a voler determinare una perfezione fisica capace di esprimere con potenza il senso stesso del significato permeato dal contenuto dell'opera che è essa stessa una creazione.

### Il Simbolismo Vandelliano
Nel simbolismo vandelliano il simbolo si traduce in una forma espressiva personale e del tutto autobiografica.
(Paolo Levi)
(Angelo Lorenzo Crespi)

Riccardo Toffoli, giornalista, scrive su Il Giornale del Lazio: 
Vittorio Sgarbi, recensendo Vandelli, disse che di lui avremmo sentito a lungo parlare. Io colgo nel simbolismo di Marcello Vandelli una sfida che dubito conoscerà molti rivali e che consegnerà alla storia non solo l'artista ma il percorso di un uomo che volle e seppe mettersi in gioco... al solo scopo di non annoiar sé stesso.

Marco Grilli, storico e critico d'arte, definisce il Simbolismo Vandelliano con queste parole: 
Vittorio Sgarbi ha partecipato ad eventi e presentazioni dell'ormai celebre pittore emiliano, ed in tal proposito ebbe a dichiarare: 

### Il Codice Alchemico
Nel Vandelli uomo si scorge, per il tramite delle sue opere, tutta la dinamica della sua interiore inquietudine, sempre oscillante tra sogno e realtà, tra stati di rabbia e di allegria, tra desiderio e limite, la cui incisività risulta evidente già nel tratto, perché esso stesso esprime forza e decisione, esprime la volontà del prevalere sulla durezza realtà a favore della purezza dell'immagine onirica secondo un Codice Alchemico che compare sempre nella sua significativa forma unita, compatta e concreta al tempo stesso, ma pur sempre intima.
Nel Vandelli artista la formula espressiva è un cifrato con il quale farsi riconoscere o meglio firmarsi, per una ricerca della propria identità coraggiosa, perché rischia al contempo di non essere riconosciuto in quanti emotivamente criptato.
Sono passaggi dove Marcello Vandelli si attiene al suo codice alchemico, e dove gli ingredienti basilari sono rappresentati dalla convivenza equilibrata di rabbia e di allegria, di sogno e di realtà. Sono momenti esecutivi che rappresentano un gioco delle parti su un palcoscenico allusivo, di cui solo l’autore possiede la chiave d’accesso. Queste composizioni di arcane simbologie esprimono il dettato che proviene da tensioni intime inarrestabili, senza le quali Marcello Vandelli non potrebbe portare a compimento dipinti di simile fattura immaginifica. Egli infatti agisce secondo un suo codice cromatico, che è poi il riflesso materico delle sue inquietudini.»
(Paolo Levi)
Per il critico d'arte Raffaella Rita Ferrari le opere del Vandelli sono di un'energia vibrante ed intensa:
(Raffaella Rita Ferrari)

### La Funzione Entropica
Per il Vandelli, l'arte è uno strumento comunicativo in cui l'informazione deve essere simbolista ed iconica, ovvero deve indurre sensazioni immediate, entusiastiche, vitali, ma anche crude e pseudo scioccanti, per evitare ogni impedimento alla chiarezza ed all'univocità dell'emotività nell'astante, considerando che maggiore è la funzione entropica, minore è la quantità di emozioni trasmissibili con forza comunicativa.
L’entropia è una funzione che nel tempo tende alla disgregazione ovvero alla nullità dell'emotività; per il Vandelli è quindi necessario seguire sempre nuovi ritmi vitali in cui la fantasia non deve avere limiti nello spazio e nello stile del dipinto, in cui è la provocazione del colore che trascende il quotidiano, la noia ed il contraddittorio del bizzarro sociologico.

### La Teoria dei Pesci
Con la sua omonima installazione, il Vandelli ha annunciato la sua Teoria dei Pesci, secondo la quale non occorre affatto dare spiegazioni all'arte, ovvero al suo messaggio intrinseco, poiché essa è paragonabile a quel mondo a parte dei pesci i quali non si fanno domande. Per il Vandelli è quindi possibile incelofanare le opere e la loro stessa espressione artistica: il mondo di Vandelli come quello dei pesci.
La metafora vandelliana rientra quindi nel dualismo tra apparenza ed essenza. Il simbolismo in questo caso indica che non ha importanza alcuna essere un pesce piccolo o grande, esistente in un acquario o nell'oceano. I dualismi del pesce grande in un piccolo acquario oppure del pesce piccolo nell'oceano, sono equivalenti.

### L'Equivalenza Vandelliana
L'equivalenza vandelliana è in corollario alla Teoria dei pesci, ed identifica quindi la metafora delle sensazioni di gioia, quella intima che si prova stando di fronte ad un qualsiasi mare od oceano, ed identificativa di una delizia per un mondo luminoso, libero ed indipendente dalla stretta realtà, pauperamente logica ed oggettiva, che viene perciò trasposta nella metafisica, in cui la sensibilità e la percezione sensoriale sono indipendenti sia dall'osservatore che dall'ambiente in cui giace l'opera, ovvero sia rispetto al tempo che allo spazio, in quanto l'opera è costante materialità pura fotocromatica.
(Daniele Radini Tedeschi)

### La dizione Maledetta Angelica
Vandelli è stato definito dalla critica un poeta maledetto angelico, per il suo osare sospeso tra l'equilibrio del rispetto sociale e l'intimismo puro a toni rasserenanti ed angelici.
L'animo del Vandelli è inquieto, caratterizzato da un dualismo che è un moto tra angoscia e giocosità. Il suo animo è contemporaneamente quello di un fanciullo e di un uomo che vive al presente il suo passato, e che lo aiuta a donare la sua interiorità che metabolizza l’angoscia e la tramuta in creazione artistica.
Ne consegue che il suo linguaggio artistico giace in una poetica dai toni profondi, intrigati ed intriganti, che spingono l'artista prima e l'osservatore dopo, a riflettere ed interrogarsi, ovvero a confrontarsi con sé stesso e con la propria interiorità. L’estro è creativo, la materia è colore cromatico, lo scenario è sperimentazione che non ha mai fine, il futuro è evoluzione, poiché Vandelli gioca con i ricordi senza volto per raccontare gli stati d’animo. Da artista POP-ART, colto ed eclettico, egli osserva e filtra gli interpreti delle avanguardie artistiche ma non li assorbe, perché cerca costantemente la sua identità mediante il suo linguaggio che è unico, così come unica è la sua interiorità che si traspone con una chiara e ben identificabile stilistica, acclamata dal suo sempre più vasto pubblico e ben celebrata dalla critica.

### La costante esistenziale
Nel Vandelli artista coabitano più elementi esistenziali che spaziano dalle tematiche della vita, intesa come percorso quotidiano emotivo, sino alle percezioni del senso vero della stessa, a partire dalla caratterizzazione della sensualità del femminino sino alla provocazione più realista della sessualità più concreta. In tutte le sue opere si percepisce comunque l'elemento fanciullesco, quello più puro ed innocente, quello di colui che con puerile semplicità affronta la vita, in cui è possibile ammirare il suo osare, la sua purezza: un artista superstite non offuscato da coscienza, rimorsi, od illusioni di moralità, poichè mantiene pur sempre una razionalità nel microcosmo vitale in risonanza emotiva.
(Vittorio Sgarbi)
(Giancarlo Bonomo)
(Luca Beatrice)
(Marco Rebuzzi)
(Leonarda Zappulla)

## Produzione artistica
Nel Maggio 2015, a ricordo del Terremoto dell'Emilia del 2012, espone l'opera Ancora Christi sulla facciata principale del Palazzo comunale di Mirandola in piazza della Costituente. 
Ad Ottobre 2015, in collaborazione e con il patrocinio dell'Amministrazione Comunale mirandolese, espone la sua mostra personale Le vibrazioni del colore presso l'Aula Magna Rita Levi Montalcini di Mirandola.
Alle idi di Marzo 2016, nella sua personale Sguardi Lontani a Brescia, Vandelli espone opere che lo renderanno interessante sia per il pubblico che per la critica.
Nel Maggio 2016 la sua personale: Strati d'esistenza, a Bologna presso il Palazzo Assemblea legislativa dell'Emilia-Romagna, con successiva donazione dell’opera “Amanti approssimativi”, opera n.072.
Nel Febbraio-Marzo 2017 la sua personale Oniricon a Villa Benni di Bologna.
Nel Maggio 2017 partecipa alla 2ª Biennale d'Arte Contemporanea di Barcellona, a cura di Paolo Levi.
Nel Luglio 2017 partecipa all'International Prize Novecento a Villa Palagonia di Bagheria dedicato a Renato Guttuso, a cura di Paolo Levi, che così lo descrive: "Marcello Vandelli è un pittore di grande originalità che sceglie il simbolismo come sua luce guida nel buio della comunicazione pittorica.".
Nel Settembre 2017 partecipa all'Esposizione d'Arte contemporanea Eccellenze museali, a Monreale, tra gli artisti curati da Vittorio Sgarbi, in cui espone l'opera in tecnica mista: La depressione è un dono di Dio.
Nel Novembre 2017 espone alla Biennale Internazionale d'Arte contemporanea a Mantova rientrando tra i 6 selezionati a cura del Prof. Paolo Levi.
Nel Dicembre 2017 viene selezionato quale miglior artista al Premio internazionale Paolo Levi nelle stanze del Tiepolo a Milano, presentata da Paolo Levi, che per l'occasione definì il pittore Marcello Vandelli: «maledetto angelico, agisce secondo un suo codice cromatico, riflesso materico delle sue inquietudini» e «una figura del tutto inedita nel panorama dell’arte italiana contemporanea, in controtendenza, imponendosi la linea di non alienare i suoi lavori».
Nel Gennaio 2018, Vandelli espone l’opera in tecnica mista: Sogno in tutte le lingue, al Premio Internazionale Brunelleschi presso il Palazzo Ximenes a Borgo Pitti di Firenze.
Nell'Aprile 2018, l'artista è presente al Premio Van Gogh, all'International Art Exhibition, a Monreale, alla presenza di Jose Van Roy Dalì.
Nel Maggio 2018 espone nella sua personale: La lingua geniale, opera n.239, con la presentazione di Vittorio Sgarbi, che definisce la sua pittura «modernissima, estremamente mobile e duttile, poco prevedibile, assomigliando a volte al Licini più angelico o allo Schifano più liquido».
Nel Luglio 2018 è presente all'Internazionale Arte Palermo, presso il teatro Biondo, e consegue il 1º premio: Premio Giornale OFF.
Nel Novembre 2018 espone alla Biennale Internazionale delle Fiandre, e premiato decide di donare l'opera Nessuno si salva da solo, opera n.310, al Museo Ospedale di San Giovanni di Bruges, in Belgio.
Nel Febbraio 2019 inaugura: L'apparenza e l'essenza, presso Palazzo Velli a Roma, presentata da Angelo Crespi, che la definisce «nell'insieme, un'opera di grande espressività, di esuberante creatività, di irriducibile simbolismo nella quale in molti casi il simbolo verte al segno e l’aspetto cromatico diventa elemento centrale».
Sempre nel Febbraio 2019 nel concorso Artista da Museo, la sua Opera n.363 Gli effetti secondari dei sogni, dim. 125×83, in tecnica mista, viene premiata dal Comitato critico e selezionata per la donazione al Museo Civico G. Sciortino di Monreale.
Alla fine di Ottobre 2019 inaugura: Il maledetto angelico, presso Palazzo Velli a Roma, durante la quale viene presentato anche l'omonimo libro, che raccoglie episodi biografici e diversi testi critici a cura di Paolo Levi, Vittorio Sgarbi e Angelo Crespi.
Con una meritata carriera, Vandelli diviene un artista riconosciuto e sempre più quotato; così nel Maggio 2020, alcune sue opere, tra le quali: Sic transit Gloria Mundi; Ossigeno Ossigeno; Dove vanno le nuvole; Anime perdute; Ancora Christi, entrano a far parte della collezione privata della San Felice 1893 Banca Popolare - Collezioni d'Arte -, una delle principali banche locali della regione Emilia-Romagna, in seno ad un'esposizione permanente presso la sede principale della città.
Vandelli Marcello è tra gli artisti selezionati da Vittorio Sgarbi per far parte della sua collezione artistica privata catalogata al n.S0258.

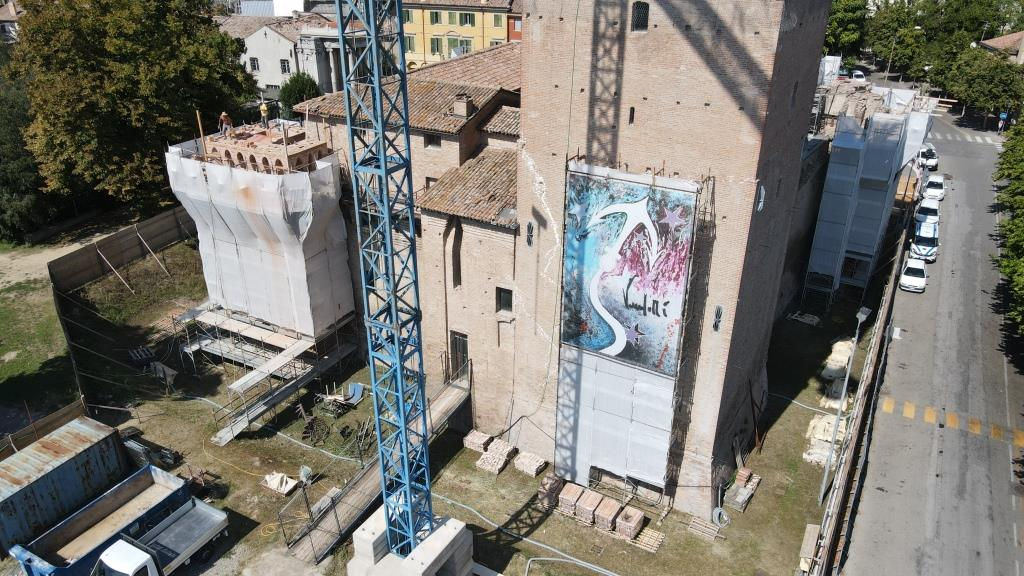
Rocca Estense S. Felice sul Panaro Ancora Christi - 2020

Nell'agosto 2020, con la collaborazione dell’amministrazione comunale di San Felice sul Panaro, inaugura l’imponente installazione artistica di 40 metri quadrati denominata: Ancora Christi, e collocata verticalmente sul mastio della Rocca Estense di San Felice sul Panaro.
L'opera simbolica dell'Ancora Christi, induce alla riflessione sul Sacro e sul Profano.
Nell'Ottobre 2020 il suo vernissage: Entropico, presso Palazzo Velli a Roma, alla presenza e con la presentazione di Vittorio Sgarbi, in fregio dell'introduzione di Leonarda Zappulla.
Il 25 settembre 2021 inaugura la mostra personale Io non sono un monocromo, presso Ex Monte di Pietà a Spoleto, con la presentazione a cura di Marco Grilli, critico e storico d'arte.
21 Dicembre 2021, Vandelli che si era iscritto all'importante Premio Nazionale Vittorio Sgarbi con la sua opera n.400: Rimarranno solo le ombre del 30 Agosto 2019, riceve il 1º Premio Assoluto dal Comitato Scientifico costituito dai collaboratori di EA EFFETTO ARTE con la supervisione del Prof. Vittorio Sgarbi.
Nel Marzo 2022, all'interno della Chiesa di Santa Maria dei Miracoli in Piazza del Popolo a Roma, inaugura l'esposizione permanente Via Crucis, semantica oltre il tempo, con la presentazione del Dott. Daniele Radini Tedeschi, critico e storico d'arte. L'opera è costituita da 14 pannelli (tecnica mista su legno cm 70x320). A distanza di un anno, il 18 marzo 2023, Vittorio Sgarbi visita la Via Crucis di Marcello Vandelli, durante la quale espone il suo parere in merito.
Il 26 Novembre 2022, inaugura la mostra personale Sangue a Bologna, con l'intervento di Vittorio Sgarbi. 
Il 20 Giugno 2023, presso la Galleria "Arte Contesa" in Via Margutta a Roma, espone la mostra Frammenti. 
Il 15 Dicembre 2023, realizza una performance artistica esponendo diverse opere nella sale dei Musei di San Salvatore in Lauro a Roma.
Tra il 27 Gennaio 2024 ed il 18 Febbraio 2024, Vandelli espone a Bologna la sua mostra personale Nuovo immaginario in cui le tematiche artistiche che si estendono dal contemporaneo sociale a quelle tecnologiche dell'intelligenza artificiale, passano dal valore della memoria con l'invenzione del passato. Al vernissage del 3 Febbraio 2024, Vandelli è stato introdotto e commentato dal noto critico Daniele Radini Tedeschi.
Il 19 Novembre 2024 Marcello Vandelli, presente alla Biennale d'Arte 2024 al Padiglione Nazionale Grenada di Venezia con la sua opera Nessun Uomo è un'isola su espresso invito del critico Daniele Radini Tedeschi, organizzatore della mostra, è oggetto/soggetto di un'intervista sinottica condotta dalla Dott.ssa Francesca Catalano presso Palazzo Albrizzi Capello, in cui viene definito e ridefinito nella sua produzione artistica e commentato analiticamente negli aspetti caratterizzanti della sua opera.
L'8 Febbraio 2025, il critico d'arte il Prof. Alberto D'Atanasio, ha commentato e presenziato all'inaugurazione della mostra personale Umano più Umano svoltasi presso gli spazi Dueunodue a Bologna, nell'ambito delle manifestazioni artistiche di ArtCity White Night 2025.
Il 3 Maggio 2025, presso la Casa di Dante a Firenze, Vandelli ha aperto la sua mostra personale intitolata Labirinto Crudele, curata da Giancarlo Bonomo e Raffaella Rita Ferrari, che si è protratta sino al 15 Maggio 2025.
Il 7 Giugno 2025, Marcello Vandelli è stato invitato straordinariamente quale commentatore all'inaugurazione per la mostra artistica Mirabilia - Luoghi dell'impossibile svoltasi ad Assisi, in cui ha esposto anche il suo trittico Non ho mai avuto la mia età del 2021 di notevoli dimensioni: 450x250 cm, realizzata in acrilico con tecnica mista su pannelli di legno. Curatori: Giancarlo Bonomo e Raffaella Rita Ferrari.

## Pubblicazioni
- Marcello Vandelli: Vandelli Il maledetto angelico; Editore: Art Now, 1ª Edizione: 2019.

## Riconoscimenti
- 21 Dicembre 2021, Premio Nazionale Vittorio Sgarbi[51] 1º Premio assoluto a Vandelli Marcello per l'Opera Rimarranno solo le ombre (N.: 400, Tecnica: Mista su Tela, Dimensioni: 125 x 83 cm, Data: 30 Agosto 2019.[52]
- Nel 2019 la sua opera Gli effetti secondari dei sogni viene selezionata per la donazione al Museo Civico G. Sciortino di Monreale.
- 26 Luglio 2018, Premio Giornale OFF al 1° Premio Internazionale Arte Palermo presso il Teatro Biondo nell’ambito delle manifestazioni di Palermo Capitale della Cultura 2018.[53]
- 19 Dicembre 2017 è il miglior artista nel Premio Internazionale Paolo Levi - 1ª Edizione; Palazzo Clerici, Stanze del Tiepolo - Milano.[54][55]